# 奧金佐沃區

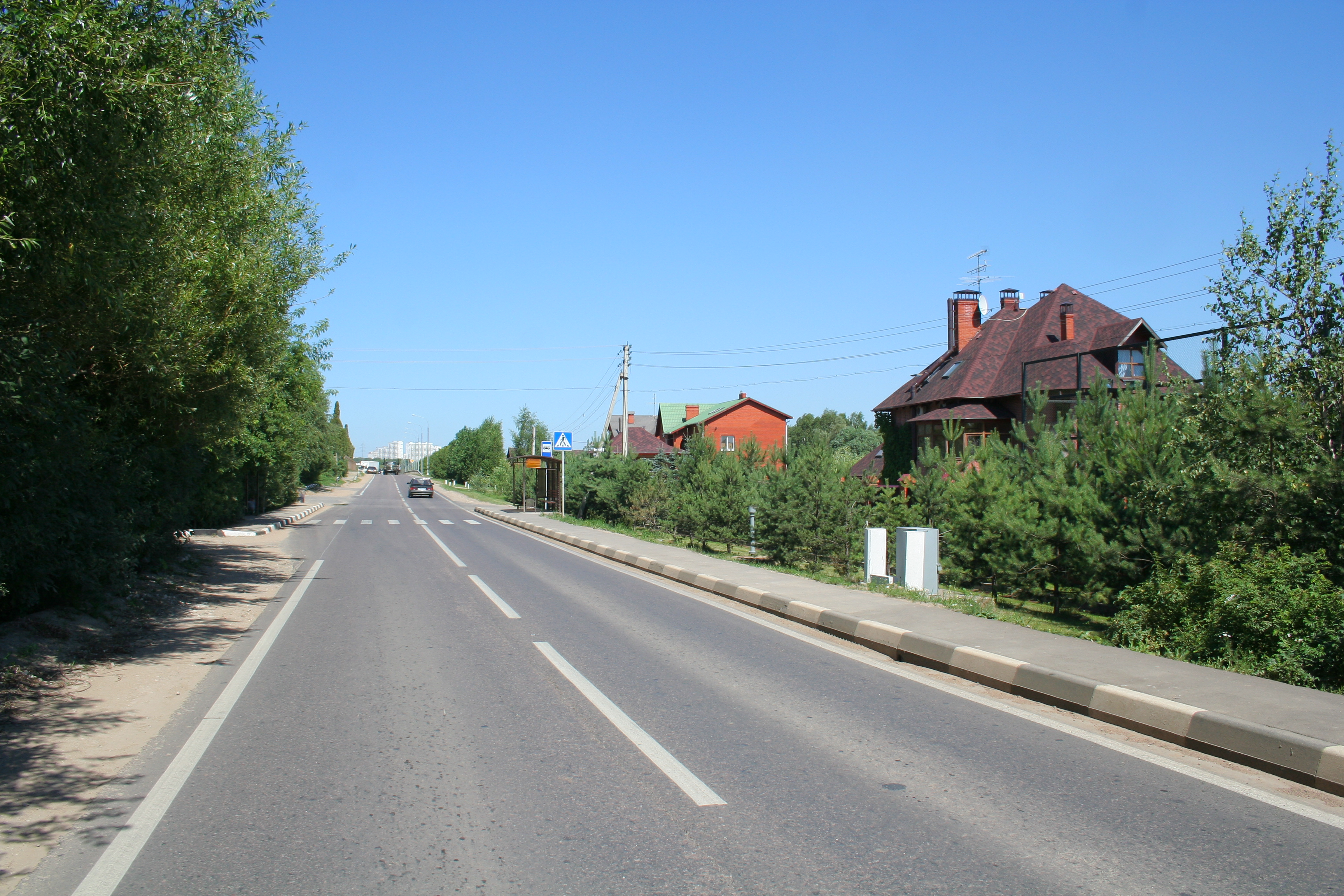

55°40′N 37°16′E / 55.667°N 37.267°E
奧金佐沃區（俄语：Одинцовский район）是俄羅斯的一個區，位於該國西部，由莫斯科州負責管轄，面積1,289.63平方公里，2010年該區人口316,696，人口密度每平方公里245.57人。
該區包含了俗稱「魯布廖夫卡」的地方，因為其住戶特別富有，所以也被稱為「俄羅斯的比佛利山」。

## 有名居民
- 總統普京：據推測的別墅之一新奧加廖沃[1]
- 總理米舒斯京[2]
- 前總統梅德韦杰夫：別墅戈爾基-9（俄语：Горки-9）[3]
- 國家近衛軍總司令與普京的前保鏢维克托·佐洛托夫[4]
- 前莫斯科市長尤里·盧日科夫[5]
- 反對派領袖阿列克谢·纳瓦利内：出生于该地布滕（俄语：Бутынь (деревня)）